# Bartolomé Ramos de Pareja
Bartolomé Ramos de Pareja (il suo nome è spesso indicato come Bartolomeo ed il suo cognome Ramis), (Baeza, 1440 circa – Roma, 1522) è stato un matematico, compositore e teorico musicale spagnolo.
Il suo unico trattato a noi pervenuto è Musica practica, in lingua latina.

## Biografia
Da quanto egli stesso scrisse alla fine del trattato Musica practica, Ramos de Pareja era nato a Baeza, probabilmente intorno al 1440. La maggior parte della sua biografia deriva da quanto egli scrisse sul suo trattato. Scrisse di essere stato alunno di Juan de Monte e che ottenne una cattedra di musica all'Università di Salamanca per via delle sue dissertazioni sulle opere di Boezio (cum Boetium in musica legeremus). A Salamanca ebbe diversi dibattiti con Pedro de Osma sulle sue teorie musicali. Verso il 1472 iniziò un soggiorno di circa dieci anni a Firenze. Nel 1482, quando a Bologna pubblicò la Musica practica parlò anche della nota is riferendosi al sib che propose di mettere tra le note Re e Fa e una rivoluzionaria suddivisione in cinque parti del monocordo, rompendo con la scala pitagorica che aveva dominato la medievale ars antiqua fra Boezio e Guido d'Arezzo. Questo sistema musicale produsse delle consonanti come la quarta e la quinta giusta ma la terza e la sesta maggiore erano dissonanti. La nuova divisione proposta da Ramos de Pareja venne adottata molto lentamente. Egli operò in Italia, prima a Bologna, dove le sue teorie incontrarono notevoli controversie e polemiche fra i conservatori come Franchino Gaffurio. Dopo una lunga permanenza si spostò a Roma dove morì di lì a poco.
Ramos de Pareja cercò di sanare il divario tra la musica teorica e quella pratica. A tal fine, egli ha cercato di rendere consonanti gli intervalli di terza e di sesta. Egli propose gli intervalli di 5/4, 6/5, 5/3, e 8/5 per la divisione del monocordo, successivamente accettata universalmente. Meno successo ebbe il suo tentativo di sostituire la notazione esacordale con un sistema di otto sillabe che indicava gli otto suoni di una scala diatonica:psal-li-tur-per-vo-ces-is-tas.
Il teorico Giovanni Spataro, allievo di Ramos de Pareja, nel 1491 polemizzò con il musico Nicolò Burzio in un testo dal titolo Bartolomei Ramis honesta defensio in Nicolai Burtii parmensis opusculum, in cui prende le difese del maestro a seguito del virulento attacco che era stato mosso dal teorico parmigiano autore del Florum libellus. Ciò diede il via a una lunga querelle, alla quale prese parte nel 1521 con la Apologia Franchini Gafurii musici, aduersus Ioannem Spatarium et complices musicos Bononienses il noto teorico e compositore Franchino Gaffurio.
Il trattato Musica practica contiene anche interessanti commenti su notazione mensurale, alterazioni cromatiche, esempi di contrappunto, notazioni sugli strumenti musicali e cenni sulla divisione della musica ed i suoi effetti. Ramos de Pareja fu il primo teorico musicale a proporre il metodo oggi noto come mano guidoniana manus Guidonis, prima di lui chiamata manus musicalis. Egli scelse il titolo Musica practica per enfatizzare il prevalere della pratica sulla componente teorica/matematica della musica. In tutto il trattato Ramos de Pareja allude alle proprie composizioni, anche se poche di esse sono giunte a noi.